# 2020
2020（二千二十、二〇二〇、にせんにじゅう）は、自然数また整数において、2019の次で2021の前の数である。

## 性質
- 2020は合成数であり、約数は 1, 2, 4, 5, 10, 20, 101, 202, 404, 505, 1010, 2020 である。
  - 約数の和は4284。
  - 自身を除く約数の和は2264であり498番目の過剰数である。1つ前は2016、次は2022。
- 406番目のハーシャッド数である。1つ前は2016、次は2022。
  - 4を基とする9番目のハーシャッド数である。1つ前は1300、次は2200。
- 1/2020 = 0.000495… (下線部は循環節で長さは4)
  - 逆数が循環小数になる数で循環節が4になる15番目の数である。1つ前は1818、次は2222。(オンライン整数列大辞典の数列 A069858)
- 各位の立方和が平方数になる103番目の数である。1つ前は2016、次は2031。(オンライン整数列大辞典の数列 A197039)
- 2020 = 162 + 422 = 242 + 382
  - 異なる2つの平方数の和で表せる575番目の数である。1つ前は2018、次は2025。(オンライン整数列大辞典の数列 A004431)
  - 2つの平方数の和2通りで表せる138番目の数である。1つ前は2005、次は2041。
- 2020 = 182 + 202 + 362
  - 3つの平方数の和1通りで表せる163番目の数である。1つ前は1920、次は2128。(オンライン整数列大辞典の数列 A025321)
  - 異なる3つの平方数の和1通りで表せる227番目の数である。1つ前は1996、次は2128。(オンライン整数列大辞典の数列 A025339)
- 2020 = 172 + 192 + 232 + 292
  - 連続する4つの素数の平方数の和で表せる7番目の数である。1つ前は1348、次は2692。(オンライン整数列大辞典の数列 A133524)
- 0 と 2 だけを使ってできる10番目の数である。1つ前は2002、次は2022。ただし最初を0としたときは11番目である。(オンライン整数列大辞典の数列 A169965)
  - 同じ数を2つ並べてできる20番目の数である。1つ前は1919、次は2121。(オンライン整数列大辞典の数列 A020338)
  - 3桁のゾロ目を含めると29番目である。(オンライン整数列大辞典の数列 A239019)
  - 同じ個数の2つの数からできる29番目の数である。1つ前は2002、次は2112。(オンライン整数列大辞典の数列 A291269)
- 2020 = 42 + 62 + 82 + 102 + 122 + 142 + 162 + 182 + 202 + 222
  - 10連続偶数の平方和で表せる数である。1つ前は1540、次は2580。
- 回文数でない数で逆から並べた数が自身を割り切れる44番目の数である。1つ前は2000、次は2100。(オンライン整数列大辞典の数列 A118959)
  - 例. 2020 ÷ 202 = 10
- 末尾の0を除くと回文数になる161番目の数である。(ただし回文数を含む)1つ前は2002、次は2112。(オンライン整数列大辞典の数列 A061917)
  - 回文数でない数で末尾の0を除くと回文数になる41番目の数である。1つ前は2000、次は2120。(オンライン整数列大辞典の数列 A273239)
    - 例. 2020 → 202
- 2020 = 1300 + 720 = 14 + 24 + 34 + 44 + 6!
- n = 2020 のとき n と n − 1 を並べた数を作ると素数になる。n と n − 1 を並べた数が素数になる168番目の数である。1つ前は2014、次は2022。(オンライン整数列大辞典の数列 A054211)
- 2020 = 210 + 29 + 28 + 27 + 26 + 25 + 22
- すべての桁が偶数の131番目の数である。1つ前は2008、次は2022。ただし自然数の範囲だと130番目である。(オンライン整数列大辞典の数列 A014263)
- 2020 = 22 × 5 × 101
  - 3つの異なる素因数の積で p2 × q × r の形で表せる177番目の数である。1つ前は2004、次は2024。(オンライン整数列大辞典の数列 A085987)
- 各位の和が4になる28番目の数である。1つ前は2011、次は2101。
  - 各位の和が桁数に等しくなる22番目の数である。1つ前は2011、次は2101。(オンライン整数列大辞典の数列 A061384)

### 他の進数での性質
- 三進法の数としてみることができる60番目の数である。1つ前は2012、次は2021。(オンライン整数列大辞典の数列 A007089)
  - 2020(3) = 33 × 2 + 32 × 0 + 31 × 2 + 30 × 0 = 60
- 四進法の数としてみることができる136番目の数である。1つ前は2013、次は2021。(オンライン整数列大辞典の数列 A007090)
- 五進法の数としてみることができる260番目の数である。1つ前は2014、次は2021。(オンライン整数列大辞典の数列 A007091)
- 六進法の数としてみることができる444番目の数である。1つ前は2015、次は2021。(オンライン整数列大辞典の数列 A007092)
- 七進法の数としてみることができる700番目の数である。1つ前は2016、次は2021。(オンライン整数列大辞典の数列 A007093)

## その他 2020 に関連すること
- 西暦2020年
- 2020 (曲) - 2002年に発売された日本のスリーピース・ロックバンドTRICERATOPSのシングル。
- 2020 (a flood of circleのアルバム) - 2020年に発表されたa flood of circleのアルバム。
- 2020 (ヴァンデンバーグのアルバム) - 2020年に発表されたヴァンデンバーグのアルバム。
- 2020 (ボン・ジョヴィのアルバム) - 2020年に発表されたボン・ジョヴィのアルバム。
- 2020シリーズ - パイロットが製造するシャープペン。読みは「フレフレ」。
- 東急2020系電車 - 東京急行電鉄が2018年3月28日から営業運転を開始した鉄道車両。
- 東京2020（とうきょうニーゼロニーゼロ）- 東京2020オリンピック・パラリンピック競技大会を指す。当初は2020年夏の開催が予定されていたが、新型コロナウイルス感染症 (COVID-19) の世界的流行の影響により翌2021年夏に延期された。
- Twenty★Twenty - ジャニーズ事務所の所属タレント75名により、2020年に結成された期間限定チャリティーユニット。